# Flămânzi
Flămânzi este un oraș în județul Botoșani, Moldova, România, format din localitățile componente Flămânzi (reședința), Nicolae Bălcescu și Poiana, și din satele Chițoveni și Prisăcani.
Este situat în partea de sud a județului pe cursul mijlociu al râului Miletin și se învecinează cu comunele: Copălău, Prăjeni, Frumușica, Lunca , Hlipiceni și Plugari.

## Istoric
Localitatea Flămânzi este atestată documentar  în 1605. Pe teritoriul localității descoperindu-se, însă, vestigii arheologice datate încă din epoca primitivă. În 1907, satul a fost punctul de plecare al marii răscoale din România, Răscoala din 1907. Flămânzi a fost declarat oraș, în anul 2004, prin Legea 80/2004, înglobând fostele sate Flămânzi, Nicolae Bălcescu (fost Bosânceni) și Poiana care au încetat să mai fie considerate localități independente. Orașul mai administrează, ca localități subordinate, satele Chițoveni și Prisăcani.
Localitatea este considerată punctul de plecare pentru Răscoala din 1907, în amintirea căreia este ridicat un monument în centrul acesteia.
Documente ale acestui eveniment se gasesc atât în mini-expoziția din cadrul consiliului local cat mai ale la muzeul din Botoșani si arhivele statului din Botoșani și Iași, precum și la Universitatea Alexandru Ioan Cuza din Iași.

## Activitate economică

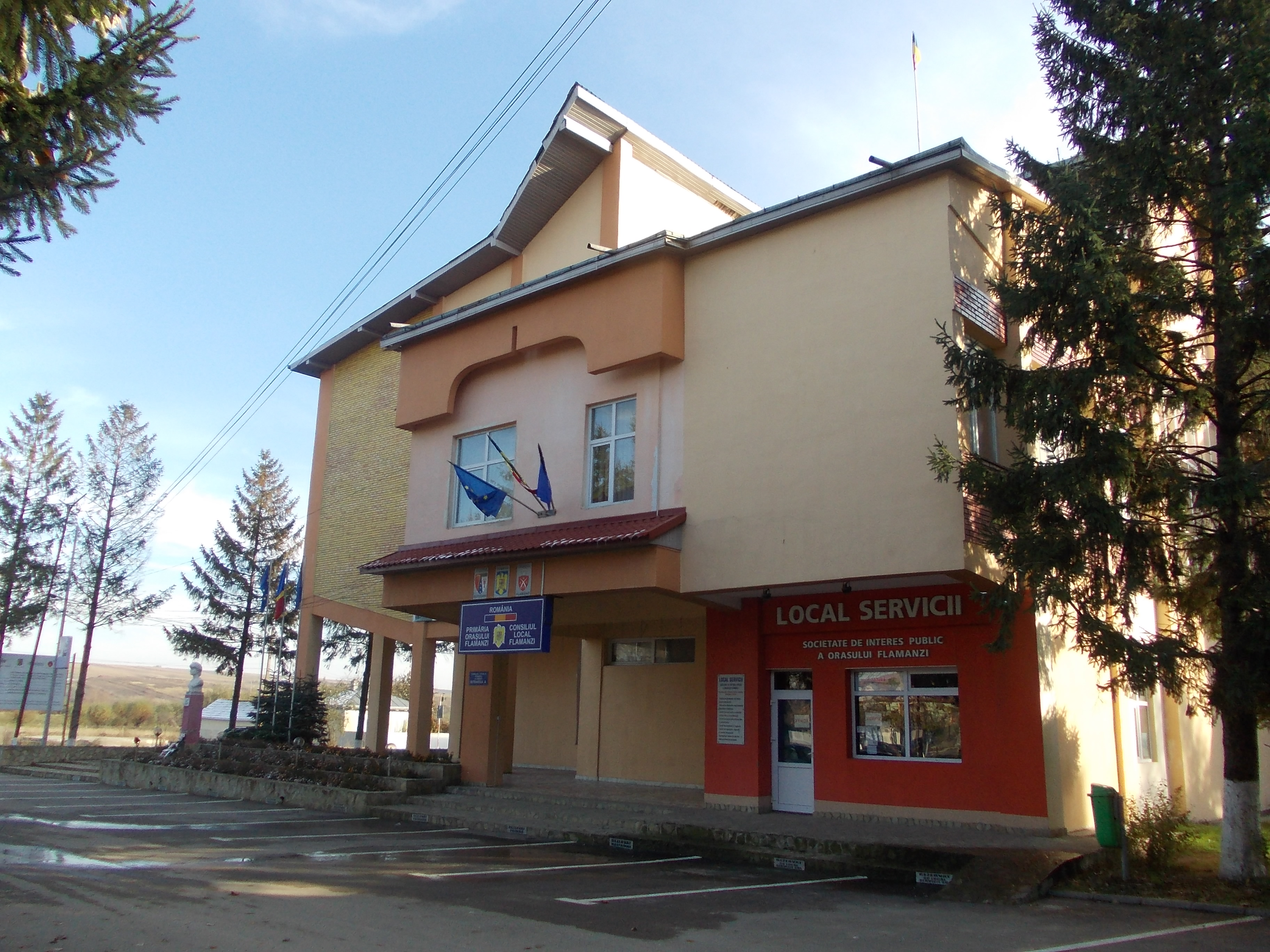
Primăria Flămânzi

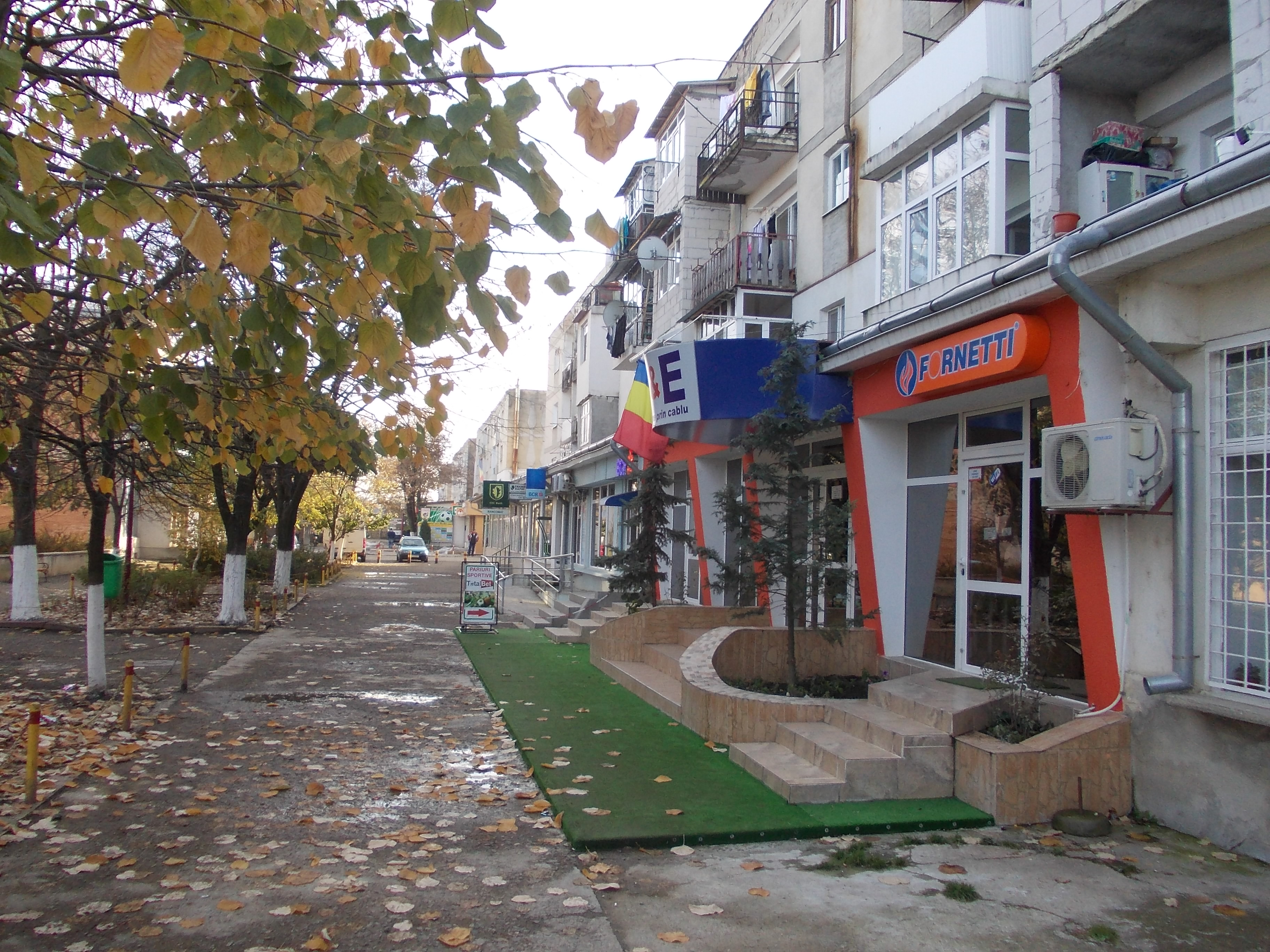
Stradă din orașul Flămânzi

Este situat în sudul județului Botoșani, pe drumul european E58 Botoșani-Hârlău. Este înconjurat de terenuri agricole cultivate în principal cu porumb, grâu, floarea soarelui, orz și sfeclă de zahăr. Pășunile și imașurile comunal asigură hrana pentru oile, vitele și caii din gospodăriile țărănești. În sfera industrială se remarcă confecțiile, prelucrarea lemnului (mobilă), prelucrarea laptelui, morărit, transporturi și comerț.
Sunt prezente și unele ocupații tradiționale: olăritul, confecționarea obiectelor de artizanat, confecționarea de obiecte din răchită și paie etc.

## Monumente
- Monumentul eroilor din Războiul de Independență
- Monumentul cultural Biserica de lemn din Prisăcani
- Monumentul sediul Vechii Primării.

## Demografie
Componența etnică a orașului Flămânzi
     Români (88,22%)
     Romi (2,26%)
     Alte etnii (0,16%)
     Necunoscută (9,36%)
Componența confesională a orașului Flămânzi
     Ortodocși (89,93%)
     Alte religii (0,56%)
     Necunoscută (9,52%)
Conform recensământului efectuat în 2021, populația orașului Flămânzi se ridică la 10.561 de locuitori, în creștere față de recensământul anterior din 2011, când fuseseră înregistrați 10.136 de locuitori. Majoritatea locuitorilor sunt români (88,22%), cu o minoritate de romi (2,26%), iar pentru 9,36% nu se cunoaște apartenența etnică. Din punct de vedere confesional, majoritatea locuitorilor sunt ortodocși (89,93%), iar pentru 9,52% nu se cunoaște apartenența confesională.

## Politică și administrație
Orașul Flămânzi este administrat de un primar și un consiliu local compus din 17 consilieri. Primarul, Dan Oloeriu[*], de la Partidul Național Liberal, este în funcție din 2012. Începând cu alegerile locale din 2024, consiliul local are următoarea componență pe partide politice:
|  | Partid                          | Consilieri | Componența Consiliului | Componența Consiliului | Componența Consiliului | Componența Consiliului | Componența Consiliului | Componența Consiliului | Componența Consiliului | Componența Consiliului | Componența Consiliului | Componența Consiliului | Componența Consiliului | Componența Consiliului | Componența Consiliului | Componența Consiliului |
|  | ------------------------------- | ---------- | ---------------------- | ---------------------- | ---------------------- | ---------------------- | ---------------------- | ---------------------- | ---------------------- | ---------------------- | ---------------------- | ---------------------- | ---------------------- | ---------------------- | ---------------------- | ---------------------- |
|  | Partidul Național Liberal       | 14         |                        |                        |                        |                        |                        |                        |                        |                        |                        |                        |                        |                        |                        |                        |
|  | Partidul Social Democrat        | 2          |                        |                        |                        |                        |                        |                        |                        |                        |                        |                        |                        |                        |                        |                        |
|  | Alianța pentru Unirea Românilor | 1          |                        |                        |                        |                        |                        |                        |                        |                        |                        |                        |                        |                        |                        |                        |

## Personalități

### Personalități născute aici
- Dimitrie Iov (1888 - 1959), scriitor, director al Teatrului Național din Iași;
- Constantin Arcu (n. 1956), scriitor;
- Vasile-Cristian Achiței (n. 1969), politician;
- Mihai Bordeianu (n. 1991), fotbalist.

### Cetățeni de onoare ai orașului Flămânzi
- Mihai Tulbure, arhitect, autorul proiectului“Obelisc 1907”.
- Calafeteanu Florin (n. 1922), sculptor, autorul lucrării „Obelisc 1907”.
- Constantin Arcu (n. 1956), magistrat, profesor universitar, doctor în drept internațional, scriitor, membru al Uniunii Scriitorilor din România, al Societății Scriitorilor Bucovinei, autor al numeroase lucrări de specialitate și literare.
- Col (r) Popa Constantin, pensionar, veteran de război, a contribuit la prosperitatea socială, culturală și spirituală a localității Flămânzi prin calitățile sale deosebite de om și militar, a știut să întrețină în jurul sau, chiar și în clipele mai grele, o atmosferă optimistă și încrederea nestrămutată in destinele neamului.
- Harasim Doina, medic specialist la Spitalul de Pediatrie Botoșani.
- Munteanu Toma, general(r), licențiat în științe militare, medaliat cu numeroase medalii și ordine “Meritul Militar”, Președinte al filialei A.N.C.E. Galați, scriitor, autor a numeroase lucrări literare.
- Mursa Paraschiva, învățătoare gradul I, născută în anul 1950, cu o activitate de excepție de 39 de ani la catedră, deținătoare de titlu “Învățător evidențiat” - 1984, Diploma Gheorghe Lazar clasa I - 2007, Diploma de excelență -  2009, precum și autor a numeroase  lucrări/comunicari la Simpozioane nationale/internationale publicate in reviste de specialitate.
- Bursuc Diana, născuta în anul 1986, multiplă campioană națională și mondială la canotaj.
- Slobodeanu N. Ionel, născut în Cordun, în vârstă de 91 de ani, veteran de război, rănit pe front în luptele de la Tatarca (lângă Odessa), decorat cu Ordinul " Coroana României" cu spade și panglică de "Virtute Militară".
- Loredana Călin, interpretă de folclor, solist profesionist în cadrul orchestrei Rapsozii Botoșanilor Ioan Cobâlă, născută în Flămânzi.
- Bordeianu Mihai, fost jucator de fotbal la Ceahlaul Piatra Neamt, FC Dorohoi, FC Botosani, in prezent la CFR CLUJ. A devenit campion in sezonul 2017-2018, cu ajutorul lui Dan Petrescu, în prezent în China. În prezent la Poli Iași.
- Iustina Irimia-Cenușă: interpretă de muzică populară, născută în Flămânzi

### Cetățeni de onoare post mortem a orașului Flămânzi
- Botez Vasile (1909-1999), profesor, a inițiat invățământul gimnazial în localitatea noastră, a desfășurat o bogată activitate culturală și educaționlă și a fost distins cu înalte ordine pentru vitejia arătată în al doilea război mondial.
- Berbunschi Dumitru Constantin (1962-2009), comandor de aviație, publicist și scriitor, creator publicat de operă literară.
- Dimitrie Iov (1888-1959), scriitor și publicist, membru al Societății Scriitorilor Români, Prefect de Soroca, Inspector General a artelor în Basarabia, Director al Teatrului Național din Iași, deținut politic al regimului comunist, decedat în penitenciarul de la Gherla.
- Maxim Constantin (1878-1951), invățător, mentor spiritual și sprijinitor al țăranilor răsculați la 1907, constructor de școală, erau în primul război mondial, decorat cu “Coroana României” și “Steaua României”.
- Morcov Ștefan Mihai (1925-2003), scriitor și economist, creator publicat de operă literară.
- Popovici Elena (1888-1932), medic primar, fost șef al Spitalului Uriceni, a adus o contribuție substanțiala la ingrijirea și păstrarea sănătăți populației orașului Flămânzi, donând spitalului padure, teren agricol și iaz.
- Pușnei Constantin (1914-2005), scriitor popular, creator publicat de operă lirică naivă.
- Săvescu Toma (1866-1938), preot în satul Uriceni, mentor spiritual și sprijinitor al țăranilor răsculați la 1907.
- Severeanu Nicolae (1864-1941), compozitor și mare cântăreț recunoscut în sfera muzicii bisericești și orientale.
- Tamberlik Enrico (1820-1899), tenor născut în Uriceni cu numele Toma Cosma, cântăreț de operă de renume mondial ce a evoluat pe marile scene ale genului în a doua jumătate a secolului al XIX – lea.
- Trocin Dumitru, profesor universitar la Facultatea de Filologie din cadrul Universității “Alexandru Ioan Cuza” Iași, secția limba rusă, scriitor a numeroase lucrări de specialitate si traducător.
- Abăcioaie Ioan, fost primar al localității Flămânzi în perioada 1923-1928 si 1931-1937, fost deținut politic condamnat de două ori la închisoare de regimul comunist și decedat în anul 1972.
- Didiliuc Maria, eroină martir a Revoluției din anul 1989 (București, 24 decembrie), luptătoare pentru libertate, neînfricată apărătoare a valorilor democrației.
- Bojoi Ion, profesor Universitar Doctor Facultatea de geografie a Universități “Alexandru Ioan Cuza”, a publicat numeroase lucrări de specialitate.
- Cucu Mihai, general în rezervă, veteran de război, fost profesor la Academia Militară, autor de lucrări militare, membru al Asociației Naționale a Oamenilor de Știință din România.
- Ciobanu Laurențiu, autorul proiectului “Centrul civic” al comunei Flămânzi.
- Căliman Eleonora, învățătoare.
- Chiriacescu Elena, învățătoare.
- Diaconescu Emilia, învățătoare.
- Condurache Elena, învățătoare.
- Baraboi Constantin, învățător.
- Munteanu Petru, pensionar, fost învățător, autorul Monografiei Flămânzi.
- Guja Gheorghe, profesor și director coordonator la Grupul Școlar Nicolae Bălcescu.

## Obiective turistice
- Monumentul comemorativ de la Școala numarul 1 Flămânzi - monument ridicat prin grija invățătorului Constantin Maxim în memoria eroilor căzuți în războiul pentru Independență la 1877 și a celor cazuți în Primul Război Mondial, care a fost dezvelit in 18 august 1912
- Monumentul comemorativ al Răscoalei din 1907 - monument în memoria Răscoalei țărănești din 1907 care a izbucnit în satul Flămânzi, realizat de către sculptorul Florin Calafeteanu si arhitect Mihai Tulbure care a fost dezvelit în 1977
- Muzeu al Țăranului din Flămânzi
- Biserica boierească, cu hramul Pogorârea Sfântului Duh, construită de Teodor Balș între 1807-1813.